# Бэр (лунный кратер)
Кратер Бэр (лат. Beer), не путать с кратером Бер на Марсе, — маленький ударный кратер, находящийся в Море Дождей на видимой стороне Луны. Название присвоено в честь немецкого банкира и астронома Вильгельма Бэра (1797—1850) и утверждено Международным астрономическим союзом в 1935 г. 

## Описание кратера
Ближайшими соседями кратера являются кратер Фейе на северо-западе; кратер Банкрофт на северо-востоке и кратер Макмиллан на юго-востоке. На северо-востоке от кратера располагаются борозды Архимеда, далее на северо-западе находится кратер Архимед. На юго-западе от кратера лежат горы Архимед. Селенографические координаты центра кратера — 27°04′ с. ш. 9°06′ з. д. / 27,07° с. ш. 9,1° з. д., диаметр — 9,1 км, глубина — 1,67 км.
Кратер имеет чашеобразную форму с острой кромкой вала, практически не разрушен. Высота вала над окружающей местностью 330 м, объем кратера составляет приблизительно 30 км³. Чаша кратера имеет более высокое альбедо по сравнению с окружающей местностью, что характерно для молодых кратеров. От юго-восточной части вала кратера в восточном направлении тянется цепочка мелких кратеров. По морфологическим признакам кратер относится к типу ALC (по названию типичного представителя этого класса – кратера Аль-Баттани C).

## Сателлитные кратеры
| Бэр | Координаты                                          | Диаметр, км |
| --- | --------------------------------------------------- | ----------- |
| A   | 27°16′ с. ш. 8°37′ з. д. / 27,27° с. ш. 8,62° з. д. | 3,5         |
| B   | 25°41′ с. ш. 9°03′ з. д. / 25,68° с. ш. 9,05° з. д. | 2,5         |
| E   | 27°50′ с. ш. 7°51′ з. д. / 27,84° с. ш. 7,85° з. д. | 3,0         |